# ناحیه واقنون

یک ناحیه دراستان وزو الجزایر

ناحیه واقنون (به عربی: دائرة واقنون) یک ناحیه در الجزایر است که در استان تیزی وزو واقع شده‌است.